# Evangelisch-altreformierte Kirche
De Evangelisch-altreformierte Kirche in Niedersachsen is een klein protestants kerkgenootschap van confessionele signatuur in Noordwest-Duitsland, met 12 kerkgemeenten die in totaal circa 6.275 leden hebben. 

## Geschiedenis

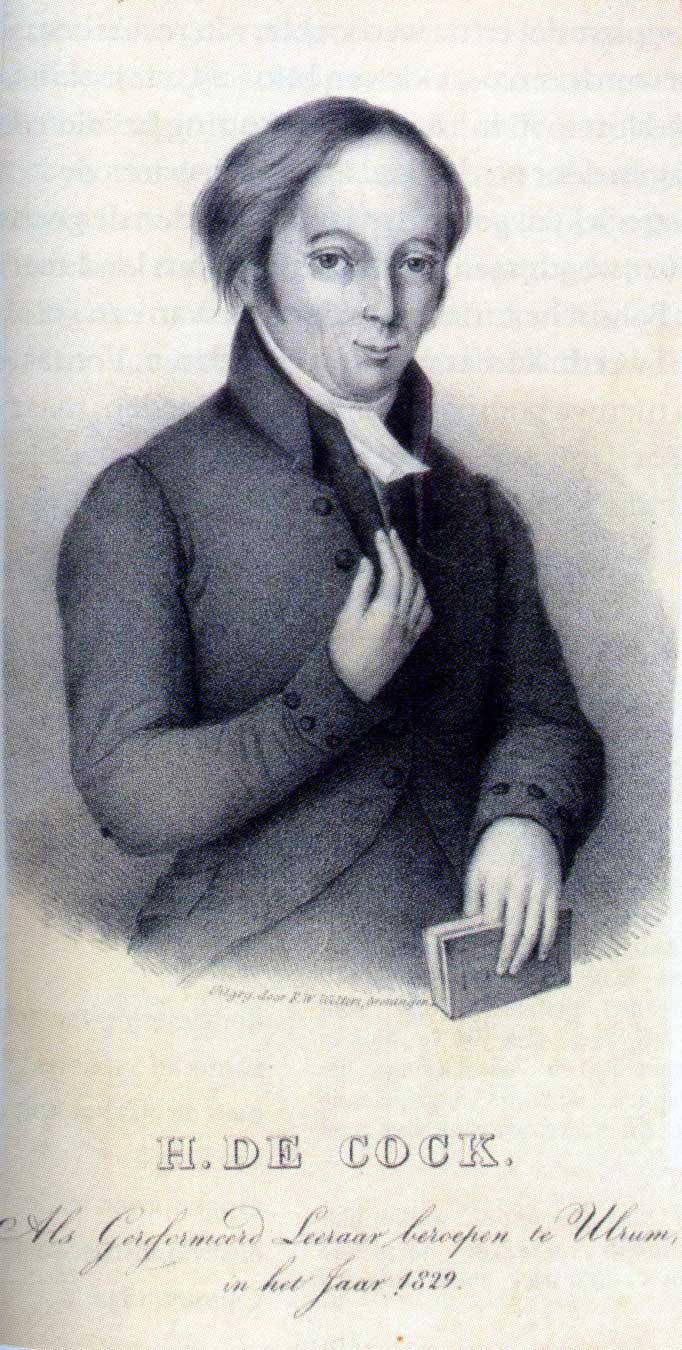
Hendrik de Cock rond 1829

De Altreformierte Kerken ontstonden vanaf 1838 in het Grafschaft Bentheim en vanaf 1854 in Ostfriesland uit plaatselijke protestantse kerken. Oorzaken waren de liberale stromingen in de theologie van die kerken, waartegen veel kerkleden in die streek bezwaren hadden en die zich daarom van hun kerkgemeente afzonderden. Als eerste brak de kerk van Ulrum in Groningen met predikant Hendrik de Cock in oktober 1834 met de Nederlands Hervormde kerk. Dit waaide over naar Duitsland, De Cock werd een voorbeeldfiguur van de in Ostfriesland en Grafschaft Bentheim naar hem genoemde „cockse“ afscheidingsbeweging.
De afscheiding leverde problemen op voor het prille kerkgenootschap. In de beginjaren werkte men met leken-voorgangers die voornamelijk de catechismus uitlegden. Soms was sprake van een spreekverbod, een verbod om in kerkdiensten samen te komen of te vergaderen. De rechtspositie bleef onzeker omdat erkenning door de overheid eerst achterwege bleef. In 1848 kregen de altreformierten toestemming om samenkomsten te houden. Kerkelijke huwelijken werden echter tot 1866 niet erkend. Predikanten werden tot 1923 in Emden opgeleid.
In de tweede helft van de 19e eeuw zocht men geleidelijk toenadering tot de verwante Gereformeerde Kerken in Nederland, die vergelijkbare Belijdenisgeschriften hebben. In 1923 werd daarmee een "voorlopige aansluiting" aangegaan, die tot 1 mei 2004 duurde. Sinds 1923 worden predikanten in Nederland opgeleid. In 1936 voerde de Altreformierte Kerk onder druk van de nationaalsocialistische staat een eigen (niet-Nederlands) liedboek in. Vanaf 1970 wordt hetzelfde gezangboek als in de Evangelisch-reformierte Kirche gebruikt, het Evangelisches Gesangbuch.
Gedurende de nazi-tijd was de grote meerderheid van de Altreformierten in Bentheim, als leden van de streng protestantse Christlich-Sozialer Volksdienst, tegenstander van het regime. In het Altreformierte kerkblad Der Grenzbote was in 1933 aanvankelijk sympathie voor de nieuwe regering van Hitler te bespeuren, omdat ze de kerkvijandige bolsjewieken bestreden en een retoriek bezigden die als christendom-gezind kon worden ervaren. Al vrij snel voelde men onbehagen toen conflicten ontstonden met betrekking tot de zondagsheiliging toen steeds meer nazi-organisaties tot verplichtingen op zondag, met name onder kerktijden, overgingen en een Reichsbischof werd geïnstalleerd, wat de Altreformierten afwezen. De verhouding tot de nazi's werd verbroken toen op een toogdag van de nationalsocialistische „Deutschen Christen“ begin november 1933 in het Berliner Sportpalast het Oude Testament en de Brieven van Paulus werden verworpen. Wegens deze voorvallen besloot de synode van de Altreformierte Kirchen in Bentheim eind december 1933 een oproep tot "vermaning en alertheid" af te geven. Deze werd in 1934 met de titel „Kundgebung der altreformierten Kirchen Deutschlands zur kirchlichen Lage der Gegenwart“ gepubliceerd waarin ze afstand namen van nazileer en -praktijken.
In de Gemeente Emlichheim, met de grootste Altreformierte kerk in het Duitse Rijk, werd op Hervormingsdag 1934 het 100-jarig jubileum van de "afscheiding" gevierd met deelname van de kerken uit Ostfriesland en delegaties uit Nederland.
De nationaalsocialisten stoorden zich er in toenemende mate aan dat de Altreformierten op kerkelijk gebied uitsluitend de Nederlandse taal gebruikten, nauwe contacten met het buurland onderhielden en veel drukwerk van kerkelijke aard daarvandaan betrokken. Tussen 1935 en 1939 werd hen met een aantal verordeningen verboden, in het openbare kerkelijke leven Nederlands te gebruiken. Ook de gebruikelijke inzet van Nederlandse predikanten zoals de latere verzetsstrijder Frits Slomp werd bemoeilijkt. 
Ruim na het einde van de Tweede Wereldoorlog volgde de sinds lang gewenste erkenning door de Staat als rechtspersoon (13 oktober 1950). De "Niederländisch reformierte Gemeinde zu Wuppertal Elberfeld" werd in 1847 opgericht en is vanaf 1983 aangesloten bij de Evangelisch-altreformierten Kirche. De Nederlandse taal wordt vanaf het eind van de jaren 1960 niet meer gebruikt in notulen van de kerkenraden. Informeel is het gebruik van het Nederlands na 2000 weer wat toegenomen door verhuizingen van Nederlanders naar de grensdorpen in Duitsland.
Na het samengaan van de Hervormde, Gereformeerde en Lutherse kerken in Nederland tot de Protestantse Kerk in Nederland (2004) wordt hiermee samengewerkt. Momenteel met name met het Dienstencentrum en er zijn wederzijds afgevaardigden naar elkaars Synode. De afgelopen jaren kwam het tot een toenadering tot de Evangelisch-reformierte Kirche in Beieren en Noordwest-Duitsland. Op de synodes van deze kerk zijn de Altreformierten als gast aanwezig. Op 1 januari 2007 werd een samenwerkingsverdrag gesloten. In het voorjaar van 2007 bood de Evangelisch-reformierte Kirche de "volle synodale gemeenschap" (fusie) aan. Deze samenvoeging liep spaak door tegenstand vanuit de Altreformierte gemeentes, die vreesden voor het verlies van hun behoudende identiteit en omdat ze de voorkeur hebben voor het samengroeien van beide kerkgenootschappen vanaf de basis en niet vanuit de synode.

## Oeucumenische betrekkingen
De Evangelisch-altreformierte Kerk is tegenwoordig met andere protestantse kerken in Duitsland en elders verbonden. Er zijn contacten met de Evangelisch-reformierte Kirche, echter niet met de grote Evangelische Kirche Deutschland (EKD). Er wordt samengewerkt met de PKN in Nederland en men is ook in de Oeucumenische Raad van Kerken vertegenwoordigd. Ook is ze deelnemer in de Arbeitsgemeinschaft Christlicher Kirchen in Deutschland (ACK), de Reformierte Bund en het Evangelisches Missionswerk in Hamburg.
De Evangelisch-reformierte en de  Evangelisch-altreformierte kerken in Laar hebben sinds 2009 een gemeenschappelijke predikant.

## Theologie en geloof

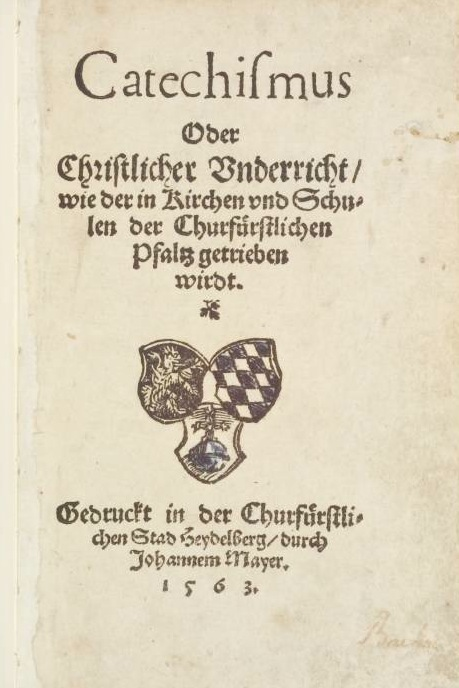
Heidelberger Katechismus von 1563

De Evangelisch-altreformierte Kirche in Niedersachsen is een kerk die belang hecht  aan de geloofsbelijdenis, een "Bekenntniskirche". De theologische grondslagen gaan terug op de Heidelbergse catechismus, de Nederlandse geloofsbelijdenis en de Dordtse leerregels wat dit kerkverband een behoudend karakter geeft. Ondanks de naam is er geen directe relatie met de Oud-Gereformeerde Gemeenten of de Gereformeerde gemeenten in Nederland. 
De kerk is oorspronkelijk opgericht door gemeenteleden, niet door theologen. De afzonderlijke plaatselijke kerken zijn relatief zelfstandig zodat er onderlinge verschillen kunnen zijn in leer en praktijk. De mondigheid en overzichtelijkheid van de plaatselijke kerkgemeente die door een kerkenraad wordt geleid, wordt benadrukt. In een aantal kerken wordt elk huishouden (twee)jaarlijks door twee vertegenwoordigers van de kerkenraad bezocht voor een persoonlijk gesprek, in andere kerken gebeurt dit alleen op aanvraag van de kerkleden. Het voortbestaan wordt mogelijk gemaakt door financiële bijdragen van de leden en de inzet bij functies en taken.  Missionair zijn er contacten met kerken in Azië, vooral Indonesië (Soemba) en Bangladesh. 
Zondags is er m.u.v. de kerk van Emlichheim, één kerkdienst waar de Woordverkondiging centraal staat. Het kerkbezoek is het laatste decennium teruggelopen. Vroeger werden in de tweede dienst doorgaans de belijdenisgeschriften behandeld. Na de corona-pandemie wordt op de zondag meestal maar één kerkdienst aangeboden. De Altreformierten passen de kinderdoop toe. Het kerkelijk onderricht of catechese begint na het verlaten van de kinderkerkdienst (op de leeftijd van ongeveer 10 jaar), vindt plaats in het winterhalfjaar en duurt tot volwassenheid. Rond het bereiken van de volwassenheid kan de openbare belijdenis van het geloof worden afgelegd tijdens een kerkdienst. Sinds 2016 staat het de kerken vrij om kinderen aan het avondmaal toe te laten, wat ook in de meeste kerken wordt gepraktiseerd.

## Organisatie
De Evangelisch-altreformierte Kerk in Niedersachsen is bottom-up gestructureerd en heeft geen Bisschop of president. De plaatselijke Gemeente is bevoegd voor haar eigen aangelegenheden en wordt geleid door een kerkenraad. Deze bestaat uit de predikant(en), (jeugd)ouderlingen en diakenen. Dezen worden door de gemeenteleden gekozen, de predikant voor het leven, de anderen voor 4 tot 6 jaar. Kiesgerechtigd zijn alle leden die belijdenis hebben gedaan.
Vanuit de kerkenraad worden twee of drie afgevaardigden naar vergaderingen van de synode gezonden. In de synode worden de gemeente-overstijgende aangelegenheden geregeld. Voorzitter van de synode is voor 2024 tot 2030 Pastor Gerold Klompmaker uit Bad Bentheim. Secretaris is Pastor Hermann Teunis uit Hoogstede.

## Gemeentes
| Gemeente            | Foto         | Oprichting   | Ledental (2023) | Opmerkingen |
| Ostfriesland        | Ostfriesland | Ostfriesland | Ostfriesland    | Ostfriesland |
| ------------------- | ------------ | ------------ | --------------- | --- |
| Bunde               |              | 1858         | 338             | Vanaf 1835 altreformierte samenkomsten in huiskamers. 1859 eerste kerkgebouw, in 1860 door een storm verwoest. 1870 tweede kerk, de huidige is van 1965 |
| Campen              | zentriert    | 1854         | --              | Oudste altref. Gemeente in Ostfriesland. Eerste kerkgebouw 1866, huidige in nieuwgotische Stijl van 1905. Leden wonen verspreid over groot gebied, in 2015 met Emden gefuseerd. |
| Emden               | zentriert    | 1856         | 209             | Gesticht door Pastor Cornelis van Oever (Rotterdam). 1858 eerste kerkgebouw, in 1941 en 1944 door bombardementen verwoest, huidig gebouw uit 1950. 2015 met Campen gefuseerd. |
| Ihrhove             |              | 1860         | 194             | 1862 eerste kerkgebouw, huidige gebouw is van 1960. Van 1975 tot en met 2016 een predikant samen met Neermoor. |
| Neermoor            |              | 1861         | --              | Kleinste altref. Gemeente. Kerkgebouw dateert uit 1865. Van 1975 tot en met 2016 de predikant gedeeld met Ihrhove. Gemeente is per 31-12-2016 opgeheven. |
| Grafschaft Bentheim |              |              |                 | |
| Bad Bentheim        |              | 1840         | 602             | Huidig kerkgebouw uit 1898 met uitbreiding uit 1956. |
| Emlichheim          |              | 1845         | 1418            | Grootste altreformierte Gemeente. 1853 eerste kerkgebouw, 1882 het tweede, het huidige van 1982/83 met van binnen pyramidevormig plafond uit houten balken. |
| Hoogstede           |              | 1953         | 346             | De in 1845 opgerichte Gemeente emigreerde in 1847 bijna geheel naar de Verenigde Staten. De rest sloot zich tot 1953 bij Veldhausen en Emlichheim aan. In 1953 opnieuw gevestigd met huidig kerkgebouw.                                                                                           |
| Laar                |              | 1885         | 219             | Eerste kerkgebouw 1879, het tegenwoordige is van 1979. |
| Nordhorn            |              | 1911         | 1017            | Tegelijk met Brandlecht opgericht, waarmee in 1969 samengegaan. Eerste kerkgebouw 1909, het tegenwoordige is van 1970. |
| Uelsen              |              | 1838         | 654             | Oudste Gemeente, opgericht door 21 personen, zonder predikant. 1850/51 eerste kerkgebouw, het huidige is van 1959/60. Groot verzorgingsgebied. |
| Veldhausen          |              | 1849         | 686             | Huidige kerkgebouw is van 1956. |
| Wilsum              |              | 1848         | 349             | Opgericht in Schonefeld, waar een verbouwde schuur als Godshuis diende. Kerkgebouw 1869, huidige kerk van 1987. |
| Overige             |              |              |                 | |
| Wuppertal           | zentriert    | 1847         | 168             | Oprichting van de "Niederländisch reformierte Gemeinde zu Wuppertal Elberfeld" door Hermann Friedrich Kohlbrugge; 1849 eerste kerkgebouw, in 1943 bij bombardement verwoest. Tegenwoordige samenkomsten in de Friedhofskapelle. Sinds 2001 aangesloten bij de Evangelisch-altreformierten Kirche. |
| Totaal              | Totaal       | Totaal       | 6.200           | |

## Weblink
- Offizielle Website